# Karl Hofer

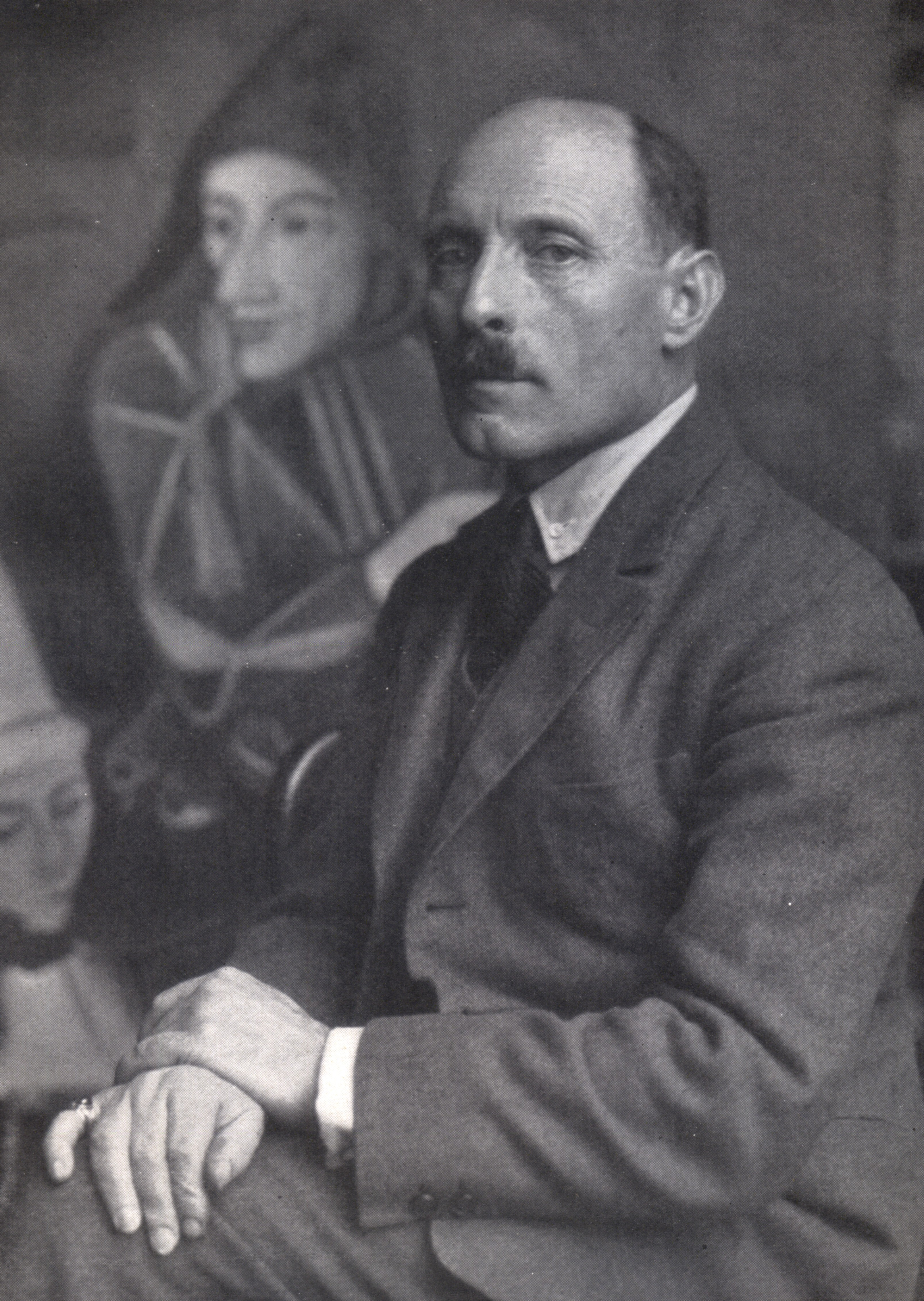
Karl Hofer door Hugo Erfuth, 1929

Karl Christian Ludwig Hofer (Karlsruhe, 11 oktober 1878 - Berlijn, 3 april 1955) was een Duits kunstschilder, overwegend gerekend tot de stroming van het expressionisme.

## Leven en werk
Hofer studeerde van 1897 tot 1901 aan de kunstacademie van Karlsruhe, onder andere onder Hans Thoma. Aanvankelijk stond hij als kunstschilder sterk onder invloed van het symbolisme. Na een langdurig verblijf in Rome verwerkte hij bovendien klassiek-renaissancistische elementen in zijn werk.
Na de Eerste Wereldoorlog verwierf Hofer vooral bekendheid als expressionistisch kunstschilder. De invloed van met name Die Brücke is duidelijk herkenbaar in zijn werk, maar zelf zou hij zich nooit aansluiten bij een van de vele expressionistische bewegingen die in die jaren in Duitsland actief waren. 
In de jaren dertig werd het werk van Hofer door de nazi's bestempeld als 'Entartete Kunst'. Na de Tweede Wereldoorlog groeide hij uit tot een van de toonaangevende figuren in de Duitse kunstwereld. Hij werd directeur van de Universiteit van de Kunsten in Berlijn en schreef toonaangevende werken over abstracte kunst, met name over haar relatie tot het figuratieve.
Hofer overleed in 1955, 76 jaar oud, aan een hersenbloeding.